# Gumma Wala
Gumma Wala – wieś w Indiach, w stanie Uttarakhand. W 2011 roku liczyła 1245 mieszkańców.